# Perm–triász kihalási esemény
A perm–triász (röviden: P–Tr) kihalási esemény, közkeletű nevén „Great Dying” („Nagy Kihalás”) mintegy 252 millió évvel ezelőtt, a perm és triász földtörténeti időszakok határán következett be. Ez volt a földtörténetben ismert legsúlyosabb kihalás: becslések szerint a tengeri fajok 96%-a, a szárazföldi gerinces fajok 70%-a pusztult ki. A tömeges kihalások közül kizárólag ez okozott komoly veszteséget a rovarvilágban. A biodiverzitás rendkívül súlyos visszaesése miatt az élővilág talpraállása jóval hosszabb időt vett igénybe a triász elején, mint más jól ismert kihalások után.
A kihalás két lépésben történhetett, mintegy ötmillió év különbséggel. Okairól több különböző elmélet létezik. Az első, kisebb lépést valószínűleg fokozatos környezeti változások eredményezték, míg a második, valóban tömeges kihalás egy hirtelen fellépő katasztrófához kötődhet.
A perm–triász kihalási eseményt korábban jóval hosszabb folyamatnak vélték. Sokáig időpontjára sem létezett megbízható becslés, illetve az nem volt bizonyított, hogy az egész Földön egy időben következett be. Ma a Kína Szecsuan tartományában lévő mejsani földszelvény radiometrikus vizsgálata alapján a tömeges kihalás időpontját 251,941 ± 0,037 és 251,880 ± 0,031 millió évvel ezelőttre tehetjük, de a kihalási ráta ezután csak jóval később csökkent le az átlagos szintre. A tömeges kihalás időpontját egy jelentős negatív δ13C-anomália (a 13-as tömegszámú, „nehéz” szénizotóp arányának csökkenése) is jelzi, hiszen a „könnyű” 12C-t egyébként nagyobb arányban megkötő biomassza tömege lecsökkent. Radiometrikus korhatározásra alkalmatlan rétegsorokban gyakran ez alapján jelölik ki a perm-triász határ helyét.
A tengerszint a perm legvégén világszerte lecsökkent, ezért számítanak ritkának a folyamatos tengeri üledékképződést rögzítő perm-triász határszelvények. A triász elején újból globális tengerszint-emelkedés következett be. Nem kizárt, hogy ezek a vízszintingadozások is összefüggésben álltak a kihalással.
A perm-triász határon egyes kutatók szerint mind a tengeri, mind a szárazföldi gombák gyakorisága jelentősen megnő. Ez a számukra tápanyagot jelentő nagy mennyiségű elhalt szerves maradványnak tudható be. A „gombacsúcs” azonban nem alkalmas a perm-triász határ kijelölésére, mivel a triász elején még több hasonló kiugrás követi. Újabban ezt az elméletet több kritika érte: egyes gombaspórának tekintett maradványok (például Reduviasporonites) valójában algák lehettek, továbbá a „gombacsúcs” nem tűnik világméretűnek.
A kihalás időtartamára vonatkozó becslések még mindig bizonytalanok. Valószínű azonban, hogy a kihalt élőlények túlnyomó része a perm időszak utolsó egymillió évén belül tűnt el.
Ezt azonban körülbelül 5 millió évvel korábban már megelőzhette egy kisebb kihalási csúcs, és a kihalási ráta a két említett csúcs közötti időben is meghaladta az átlagosat.

## Kihalt élőlények

### Tengeri szervezetek
| Tengeri kihalás                                       | kihalt nemzetségek %-ban | megjegyzések                                                                                |
| Tengeri családok                                      |                          |                                                                                             |
| Foraminiferák (szilárd vázú egysejtűek)               | 97%                      | A Fusulinidák kihaltak, de számos csoportjuk már a "fő" kihalási hullámot megelőzően eltűnt |
| Radiolariák (sugárállatkák)                           | 99%                      |                                                                                             |
| Anthozoák (virágállatok, korallok, bőrkorallok, etc.) | 96%                      | A Tabulata és a Rugosa korallok kihaltak                                                    |
| Bryozoák (mohaállatok)                                | 79%                      | A Fenestrata, Trepostomata és a Cryptostomata fajok kihaltak                                |
| Brachiopodák (pörgekarúak)                            | 96%                      | Orthids és a productidák kihaltak                                                           |
| Bivalvák (kagylók)                                    | 59%                      |                                                                                             |
| Gastropodák (csigák)                                  | 98%                      |                                                                                             |
| Ammoniteszek (lábasfejűek)                            | 97%                      |                                                                                             |
| Crinoideák (tengeri liliomok)                         | 98%                      | Inadunaták és Cameraták kihaltak                                                            |
| Blastoideák (ősi tüskésbőrűek)                        | 100%                     | Kihaltak, kihalásuk esetleg már korábban is megkezdődött                                    |
| Trilobiták (ősi ízeltlábúak, "háromkaréjos ősrákok")  | 100%                     | Mindössze 2 nemzetségük érte meg a P/T eseményt                                             |
| Eurypteridák (ősi pókszabásúak, "tengeri skorpiók")   | 100%                     | Kihaltak, kihalásuk esetleg már korábban is megkezdődött                                    |
| Ostracodák (kagylósrákok)                             | 59%                      |                                                                                             |
| Graptoliták (telepalkotó félgerinchúrosok)            | 99%                      | A Rhabdopleura nem legalább 5 élő faja fennmaradt.                                          |
| Halak                                                 |                          |                                                                                             |
| Acanthodianák                                         | 100%                     |                                                                                             |
| Placodermák (páncélos őshalak)                        | 100%                     |                                                                                             |

A perm-triász határon a legnagyobb veszteség a tengeri gerincteleneket érte. A részletesen vizsgált dél-kínai szelvények alapján 329 tengeri gerinctelen nemzetség közül 280 veszett ki a perm utolsó két konodonta-zónája során.
A kihalás két hulláma során teljesen eltűnt a karbonban és a permben igen gyakori mészvázú nagyforaminiferák, a Fusulinidák alrendje. A kalcitvázúakhoz képest kevésbé fogyatkoztak meg a csökkent oxigéntartalomhoz is alkalmazkodni képes, kevésbé specializált agglutinált vázú foraminiferák, így a Textulariinák. A pörgekarúakat (Brachiopodák) már az első kihalási hullám is súlyosan érintette, de ezután hamar „talpraálltak”, azaz sok új, főleg zátonyokhoz kötödő forma megjelenésével újra nagy diverzitást értek el. A perm legvége viszont elsöpörte ezt a faunát: a triász elejéről rendkívül elszegényedett, a stressztűrő Lingula és Criuthyris által uralt együtteseket ismerünk. Ahogy a foraminiferák, úgy a pörgekarúak között is a kizárólag trópusokon élő családok haltak ki legnagyobb arányban.
Mélytengeri tűzköves rétegsorok vizsgálata alapján a radiolaria-produktivitás is nagymértékben visszaesett a P-Tr határon; ez a csoport ekkor szenvedte el legnagyobb krízisét története során.
A puhatestűeket más csoportokhoz képest kisebb veszteség érte, ezért a perm-triász határ jelenti azt a fordulópontot, ami a brachiopodákat végleg háttérbe szorította az életközösségekben hasonló szerepet betöltő kagylókkal szemben. Ám a kagylók között is elsősorban stressztűrő, oxigénszegény vizet elviselő formák élték túl a kihalást: ezek jellemző példája az alsó triász faunákban sokszor tömeges Claraia nemzetség.
A zátonyalkotó szervezetek közül teljesen eltűntek a Tabulata és a Rugosa korallok: előbbiek közül már a wuchiapingi korszakot is csak egy család érte meg, míg a Rugosák a P-Tr határon hirtelen haltak ki. Szintén súlyosan megfogyatkoztak a Bryozoák, így kihalt a Cryptostomata rend, ahová a zátonyok felépítésében addig fontos szerepet játszó Fenestellák is tartoztak. Mindezek miatt az alsó triászból egyáltalán nem ismerünk zátonyokat.
Az ammoniteszek változatossága a perm végén folyamatosan csökkent, amihez a guadalupi végének kihalási hulláma is jelentősen hozzájárult. A P-Tr határon közöttük is hirtelen, katasztrófaszerű kihalás történt, ám itt ennek súlyossága elmarad a triász végi eseményétől.
Más Nautiloideákat, illetve a Conodontákat viszonylag kevéssé érintette a kihalás. Ezért a meishani globális sztratotípus-szelvényben a triász kezdetét egy Conodonta-faj, a Hindeodus parvus első megjelenésével definiálták. Szintén csekély volt a kihalás hatása a halak között.

### Szárazföldi növényvilág
A szárazföldi növényeket a földtörténet nagy kihalásai általában viszonylag kevéssé érintették. Egyes vélemények szerint a családok szintjén a kihalások hatása már elhanyagolható, és a fajok 50%-ának a perm-triász határon észlelt eltűnése tafonómiai okokkal (azaz a megőrződés hiányával) magyarázható. Azonban tagadhatatlan, hogy a triász elejétől a növényvilág összetétele jelentősen megváltozott, más csoportok váltak uralkodóvá, és az addigi nagyfokú földrajzi elkülönülés, sok különálló flórabirodalom helyett a kozmopolita növények veszik át a főszerepet. Ilyenek például a Dicroidium magvaspáfrány, a Pleuromeia korpafű vagy a fenyőféle Voltzia. Eltűnik ugyanakkor a Glossopteris magvaspáfrány, mely a permben a Gondwana területén olyannyira elterjedt volt. Délkelet-ausztráliai rétegsorok vizsgálata alapján ez az eltűnés hirtelen következett be, és ezt követően a késő permi levélmaradványoknak mindössze 3%-a lelhető fel. Kelet-Grönlandon szintén dús nyitvatermő-erdők maradványai lelhetők fel közvetlenül a perm-triász határ alatt, melyeket igen gyorsan vált fel a határ után világszerte jellemző, fűméretű fajokból álló flóra. Azonban itt úgy tűnik, hogy ez a váltás több hullámban ment végbe: a nyitvatermők dominálta együttes átmenetileg még többször visszatért a triász első néhány millió éve során
A perm-triász határ növényvilágra gyakorolt erős hatását más jelek is alátámasztják. A gomba- és mohaspórák mennyisége a határt követően világszerte ugrásszerűen megnőtt. Az üresen maradt élőhelyeket jellemzően ezek a csoportok hódítják meg elsőként, emellett az elterjedést a gombák esetében jelentősen segíthette a nagy tömegű elpusztult növény által számukra biztosított tápanyag. Más elképzelések szerint a korhadó növényi anyag másik fő fogyasztó csoportja, a rovarok körében végbement kihalás adott lehetőséget a gombák elszaporodására.
Szintén a nagy termetű növények kihalása tehető felelőssé azért, hogy a kora triászból egyáltalán nem ismerünk széntelepeket, de mennyiségük még a középső triászban is igen csekély. Legalább 10 millió évbe telt, mire új növénytársulások tudtak alkalmazkodni a tőzegmocsarak nedves, savas környezetéhez Ugyanakkor a szénrétegek hiányához hozzájárulhat az is, hogy – talán a klíma átalakulása, például a szárazföldeken hulló több csapadék okozta nagyobb törmelékbehordás miatt – eleve ritkábbá váltak a mocsári területek, és csak nagyon kevés ilyen környezetből származó üledéket ismerünk a kora triászból

### Szárazföldi állatvilág

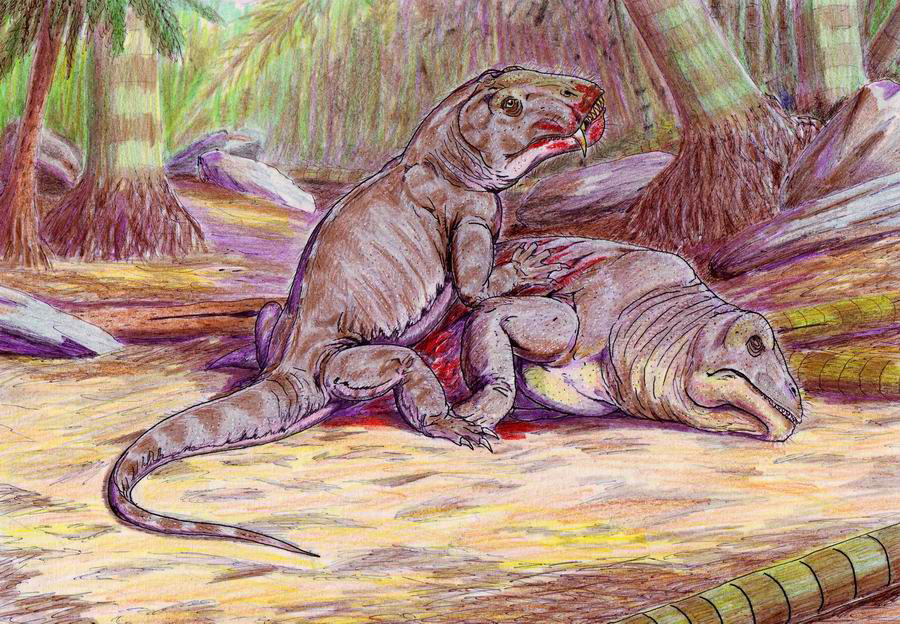
A perm időszak gazdag Synapsida faunája súlyos csapást szenvedett a P/T határon.

A mai szárazföldi élővilág biodiverzitásának döntő részét hordozó rovarok fejlődéstörténete is komoly törést szenvedett el a perm-triász határon. Ez a rovarvilág történetében ismert egyetlen tömeges kihalási esemény, melynek során a permben élő 27 rendjükből 8 kihalt, további 4 igen súlyos veszteségeket szenvedett, háromnak pedig olyannyira lecsökkent a diverzitása, hogy ez a triász során teljes eltűnésükhöz vezetett. A Palaeodictyopteroidák (szívó-tépő szájszervvel rendelkező rovarok) már a középső permben ritkulni kezdtek, valószínűleg a növényvilág átalakulásának eredményeként. A legsúlyosabb krízis azonban e csoportban is a perm végén következett be, és valószínűleg már nem állt összefüggésben a flóraváltozásokkal
A szárazföldi gerincesek között a perm végére már a hüllőké volt a vezető szerep. Korábbi elképzelések szerint számukra nem jelentett komoly fordulópontot a perm-triász határ, ma azonban úgy látjuk, hogy a szárazföldi családok 63%-a (21 család) kihalt, és a túlélő családok is jelentős diverzitáscsökkenést szenvedtek el. A veszteség a nagy testű növényevők között volt a legsúlyosabb, így eltűntek például a vízilóhoz hasonló Pareiasaurus-félék. A kilenc kétéltűcsaládból hat halt ki teljesen. A triász kezdetének szárazföldi gerincesfaunájában így a leletek mintegy 90%-át egyetlen nemzetség, a disznóméretű, növényevő Lystrosaurusok képviselői teszik ki. Ez a jelenség sok szempontból – a nemzetség világméretű elterjedtsége, alacsony fajszáma és nagy egyedszáma – hasonló a tengeri Claraia kagylók már említett térhódításához. A szárazföldi gerinces élővilág számára különösen hosszú időbe telt a talpraállás, a perm végihez hasonló változatosságot csak a késő triászban, azaz több mint 30 millió évvel később értek el.

## A kihalás lehetséges okai

### Becsapódás
A kréta-tercier határon történt aszteroida-becsapódás bizonyítása után kézenfekvőnek tűnt más nagy kihalási eseményekre is hasonló magyarázatot adni. Így a P-T határon is több kutató feltételezett extraterresztrikus hatást, ám ezt máig nem sikerült kellően szilárd bizonyítékokkal igazolni.
A lehetséges bizonyítékok között szerepelnek az Ausztráliában és az Antarktiszon talált sokkolt kvarcszemcsék, ám ezek kora és becsapódásos eredete egyaránt kérdéses. Szintén sokan megkérdőjelezik a földönkívüli nemesgáz-összetételt csapdázó fullerének, illetve a vasban és nikkelben gazdag szemcsék pontos korát és bizonyító erejét.
Több kráterszerű képződényt is összefüggésbe hoztak a P-T határeseménnyel, ám az ausztráliai Bedout-szerkezet valószínűleg nem becsapódásos eredetű, míg az antarktiszi Wilkes-földön lévő, vastag jéggel fedett alakzatnál az eredet mellett a kor is igen bizonytalan, valószínűleg már a triászba esik. Természetesen nem kizárt, hogy egy 252 millió évvel ezelőtt történt becsapódás nyoma ma már nem fedezhető fel, hiszen ha az égitest a Föld felületének 70%-át beborító óceánok valamelyikére zuhant, az érintett korabeli óceáni kérget mára felemésztette a szubdukció. Ám ekkor is várható lenne, hogy a becsapódás törmeléke világszerte nyomot hagyjon az üledékes rétegsorokban, ahogyan a K-T határ irídiumdúsulása esetében is történt. Ilyen, világszerte azonosítható horizontot a perm végéről jelenleg nem ismerünk.
Az elméletek egy része az ütközés közvetett hatását helyezi előtérbe, feltételezve, hogy a becsapódás helyén, vagy éppen a Föld ezzel ellenlábas helyzetben lévő pontján ennek hatására indult meg az intenzív szibériai platóbazalt-vulkanizmus, ami a ma legelfogadottabb elképzelés szerint a kihalás fő kiváltója lehetett.

### Vulkanizmus
A perm legkésőbbi szakaszában két platóbazalt-esemény következett be. Ezek közül az első, kisebb mértékű esemény kitörési központja a kínai Emeishan közelében található; időben a guadalupi végi, kisebb kihalási hullámmal esik egybe. A kitörés valószínűleg sekély tengerben történt, az ekkor a tengervízbe folyó, mintegy félmillió köbkilométernyi híg bazaltláva hatalmas robbanások között elegyedett az ennek hatására pillanatok alatt felforró tengervízzel, így nagy mennyiségű kénsavat juttatott a légkörbe, ami komoly savas esőket okozott az egész Földön, emellett a felhőképződést felgyorsítva a légkör lehűléséhez vezetett.
A későbbi kelet-szibériai platóbazalt-kitöréseket a földtörténet egyik legnagyobb ismert vulkáni eseményeként tartjuk számon: mintegy 1,5 millió km²-nyi területet borított be a bazalt, helyenként több mint 3 km vastagságban. Ez utóbbi bazaltömlés korát a legújabb mérések 251,2±0,3 millió évre, tehát közvetlenül a perm-triász határ elé teszik
A szibériai platóbazalt-képződésnek a légkörre gyakorolt hatása rendkívül erős lehetett. A bazaltvulkánok általában hígan folyós lávát produkálnak, és alig szórnak törmeléket, azonban a szibériai bazaltvulkanizmus termékeinek 20%-a piroklasztitból, azaz a levegőbe szórt és onnan kiülepedett vulkáni törmelékből áll. Ismert, hogy ezen a területen a magma széntelepeken, karbonátos kőzeteken és kéntartalmú evaporitokon (főként anhidriten) hatolt át, ami illótartalmát jelentősen növelhette, kéntartalmát dúsíthatta. Így a törmelék mellett igen nagy mennyiségű szulfátos aeroszol kerülhetett a légkörbe, ez pedig nemcsak a napsugárzást árnyékolja le, globális lehűlést kiváltva és a fotoszintézist ellehetetlenítve, hanem savas esőket is előidéz. A savas esők bizonyítékának tekintik a korabeli óceánvíz növekvő 87Sr/86Sr arányát: az erősödő szárazföldi erózió juttathatott több 87-es tömegszámú, azaz radiogén stronciumizotópot az óceánba. A vulkáni tevékenység gyengülésével, az aeroszolok kiülepedésével a másik kibocsátott gáz, a szén-dioxid vehette át a főszerepet, immár globális felmelegedést okozva. A mészvázú élőlények számára mind a savas eső, mind a növekvő széndioxid-koncentráció gátolhatta a váz anyagának kiválasztását.
Ezzel a magyarázattal szemben is felmerül néhány ellenérv. A szibériai platóbazaltok az Egyenlítőtől távol, az északi sarkkör közelében képződtek, így kérdéses, hogy az innen magasba kerülő anyagokat a földi légkörzés eljuttathatta-e a bolygó nagy részére. Másrészt a törmelék miatt feltételezett lehűlés nem lehetett drasztikus, hiszen jégsapkák kialakulására utaló nyomot nem ismerünk ebből az időből. A vulkáni eredetű szén-dioxid számítások szerint kétszeresére növelhette a légköri koncentrációt: ez alapján a bazaltömléseket követő globális melegedés mértéke 1,5–4,5 °C között lehetett, ami szintén kevésnek tűnik egy ilyen mértékű krízis kiváltásához az élővilágban.

### Metánhidrát-felszabadulás
A perm-triász határt világszerte kb. 10‰-es negatív δ13C-anomália, azaz a nehezebb, 13-as tömegszámú szénizotóp arányának csökkenése kíséri. A szénizotóp-arány egészen a középső triászig erős ingadozásokat mutat, akkor viszont hirtelen stabilizálódik, és ezt követően indulnak gyors felvirágzásnak a karbonátvázú élőlények. A szénizotóp-anomália kialakulásában több tényező is közrejátszhatott, de hatásuk nem tűnik elegendőnek ilyen mértékű változáshoz. Ezen tényezők közé tartoznak:
- a nehéz szénizotópban minden esetben szegény (δ13C= -5 – -8 ezrelék) vulkáni gázok
- a bioprodukció csökkenése folytán a környezetben maradó több könnyű szénizotóp (12C)
- korábban eltemetett szerves maradványok (13C-ben szegény anyag) oxidációja a tengerszint csökkenése folytán

Az egyetlen, a szénizotóp-arányokat kellő mértékben megváltoztató hatás a modellszámítások szerint a metánhidrátok disszociációja lehetett. Ezek δ13C-értéke –60‰ körül van. A szibériai bazaltok nagy része sekély tengerrel borított területen jutott felszínre, ahol az aljzaton metán-hidrátok lehettek: innen a metán a hő hatására azonnal felszabadult  Ennél is jelentősebb szerepe lehetett a vulkáni eredetű szén-dioxid által okozott globális felmelegedés miatt világszerte bomlásnak induló metán-hidrátoknak. Az oxigénizotóp-arányok (16O/18O) változása és az a tény, hogy a hűvös éghajlatot kedvelő Glossopteris-flórát olyan növények váltották fel, amelyek korábban csak alacsonyabb szélességeken éltek, arra utal, hogy az Egyenlítő közelében 6 °C-kal, magasabb szélességeken még jelentősebben megemelkedett az átlaghőmérséklet. Mint láttuk, a vulkáni CO2 önmagában csak ennél csekélyebb melegedést idézhetett elő – ám ha annak hatására metán szabadult fel, ez tovább melegíthette a légkört, újabb metánkészletek felszabadulásához és még gyorsabb felmelegedéshez vezetve. Az e pozitív visszacsatolással létrejövő katasztrofális felmelegedés pedig már előidézhette a földtörténet legnagyobb kihalását.
E magyarázat gyenge pontja, hogy a kora triászban már erős pozitív δ13C-arányok is jelentkeztek – ehhez viszont a P-T határon felszabadult metán széntartalmának olyan gyors ütemben kellett eltemetődnie, amit ma nem tudunk megmagyarázni.

### Tengerszint-ingadozások

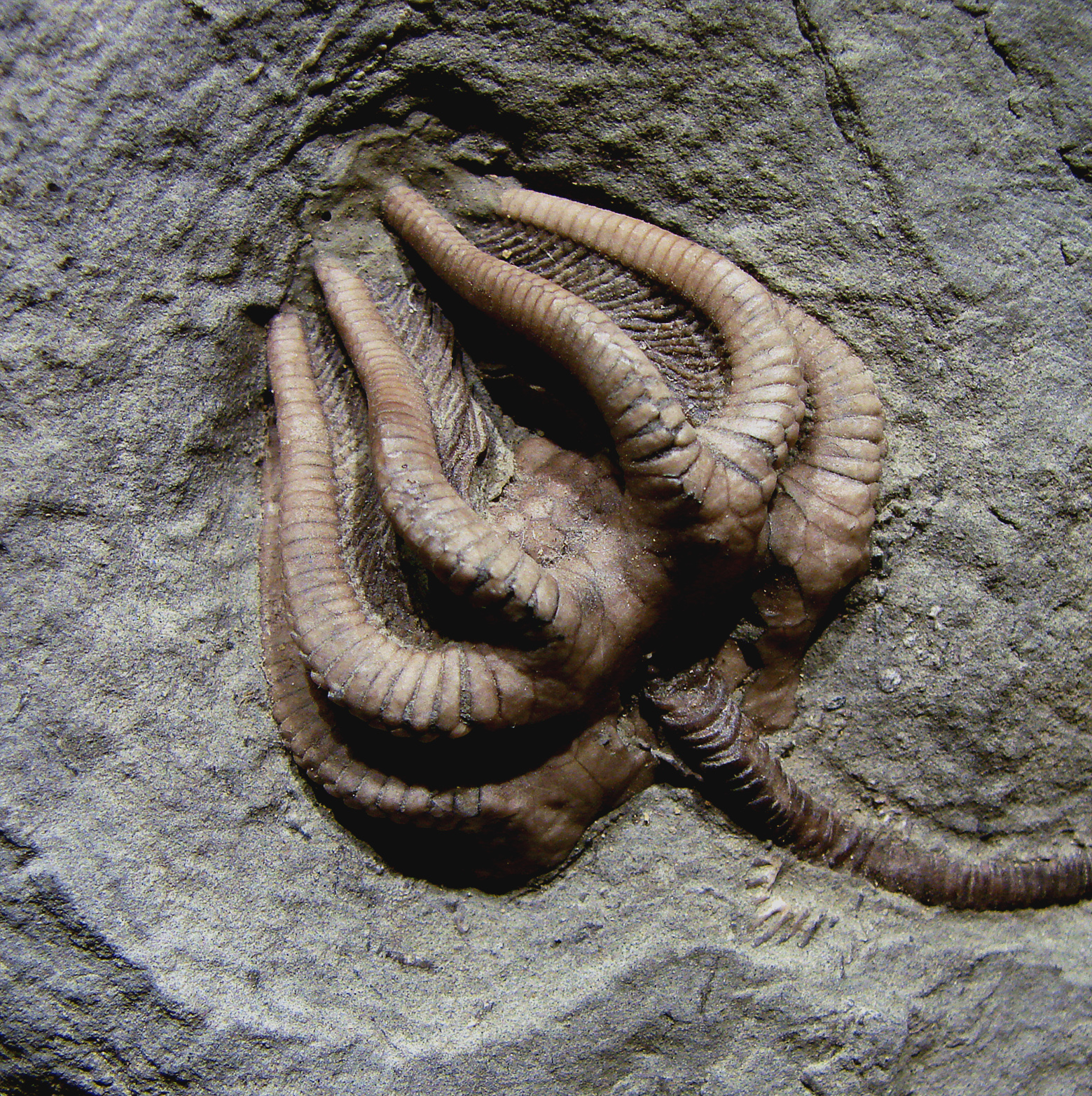
A tengerből szűrő módon táplálkozó, szesszilis (helytülő) életmódot folytató állatok körében jelentősebb volt a kihalás, mint a fenéken szabadon mászó vagy úszó állatok esetében. A tengeri liliomok nagy része eltűnt a korabeli tengerekből. A sekély tengerek szárazfölddé válásával elvesztették életterüket, másrészt a kihaló plankton miatt megszűnt a táplálékbázisuk.

Bizonyítottnak látszik, hogy a perm végére az óceánok egyre anoxikusabbá váltak. Például Kelet-Grönlandról, a Spitzbergákról és az észak-olaszországi Dolomitokból is ismert az anoxikus üledékképződés fokozódása. Utóbbi helyen az anoxikus üledékeket a finomszemcsés mésziszapból lerakódott Werfeni Formáció képviseli, melynek párhuzamos lemezessége jelzi, hogy az aljzatról az oxigénhiány miatt eltűntek a bioturbációt okozó élőlények, emellett szulfátredukáló baktériumok által reduktív környezetben kiválasztott piritet is tartalmaz. A perm-triász határ közelében képződött üledékek magas uránkoncentrációja szintén több helyen reduktív viszonyokra utal.
Ez az anoxia a tengeri elővilág nagy részét közvetlenül is elpusztíthatta, ráadásul a tengerek aljzatáról nagy mennyiségű mérgező kén-hidrogént (H2S) szabadíthatott fel (lásd lentebb).
Az anoxia előidézőjeként szóba jöhet a vulkanizmus által elindított, és a metán-hidrátok által tovább fokozott globális felmelegedés, ami csökkentette a hőmérséklet-különbséget a trópusok és a sarkvidékek között, lelassítva a globális óceáni cirkulációt, így az oxigén bekeveredését a víztömegbe. Felmelegedést ugyanakkor akár meteoritbecsapódás is előidézhetett, ha az ütközés helyén nagy mennyiségű szenet tartalmaznak az elpárolgó kőzetek.
Néhány kutatási eredmény ugyanakkor azt jelzi, hogy az óceáni termohalin cirkuláció a perm végén is működött, így az anoxia felvázolt magyarázata nem feltétlenül helytálló.

### Kén-hidrogén kibocsátás
A perm végén kezdődött anoxikus esemény hatására az óceáni életközösségekben dominánssá válhattak a szulfátredukáló baktériumok, melyek jelentős mennyiségű kén-hidrogént termelnek. Ez mind a tengerekben, mind a szárazföldeken megmérgezhette az élőlényeket, továbbá pusztíthatta az ózonréteget, igen erős ultraibolya sugárzásnak kitéve az élővilág megmaradó részét Ismereteink szerint a Chlorobiaceák (zöld szulfátredukáló baktériumok) anaerob fotoszintézise még a triász elején is jelentős volt – ez összhangban áll azzal az elképzeléssel, hogy az élővilág a kihalás után csak igen lassan tudott talpraállni.
Ez az elképzelés magyarázatot ad a növények tömeges kihalására, szemben a szén-dioxid dúsulásának elképzelésével, ami önmagában a fotoszintézis, ezáltal a növényi élet elősegítője lenne. A perm legvégéről származó spóramaradványok is az elmélet bizonyítékául szolgálhatnak, hiszen gyakran mutatnak olyan roncsolódást, ami a megerősödött ibolyántúli sugárzás eredménye lehet.

### Halogén gázok
Egy 2009-ben publikált elmélet szerint klímaváltozást és tömeges kipusztulást a késő perm idején létezett nagy sós tavak kibocsátotta nagy mennyiségű halogén gáz is okozhatott. Egy orosz-osztrák-dél-afrikai-német kutatócsoport a mai Közép-Európa helyén 250 millió évvel ezelőtt hullámzó, mintegy 600 ezer négyzetkilométer felületű Zechstein-tenger halogéngáz-kibocsátását vizsgálta és arra jutott, hogy csak ebből a tengerből évente legalább 1,3 millió tonna triklóretilén, ugyanennyi tetraklór-etilén, 1,1 millió tonna kloroform és 0,05 millió tonna metilkloroform távozhatott a légkörbe. Összehasonlításképp, az ipar éves triklór-etilén és tetraklór-etilén kibocsátása ennek mindössze 20 százaléka, a kloroformé pedig mintegy 5 százaléka. A Föld légkörének ózonrétegét károsító metilkloroform gyártását az 1987-es montréali jegyzőkönyv betiltotta.

### A Pangea szuperkontinens
A perm időszak során (nagyjából a kunguri korszakban) a Föld kontinentális területei egyetlen összefüggő szuperkontinenssé, a Pangeává álltak össze, amit a Panthalassza óceán vett körül. Mindössze néhány, ma Ázsiához tartozó kisebb kontinentális kéregdarab maradt különálló a perm legvégéig. A kontinensek összeállásával az őket szegélyező sekélytengerek – a legnagyobb produktivitású tengeri élőhelyek – összterülete lecsökkent, illetve a korábban egymástól elszigetelve létező sekélytengeri életközösségek összeköttetésbe kerültek egymással, ami szintén a változatosság csökkenését okozta. A Pangea kialakulása a világméretű óceáni és légköri áramlási rendszereket is átformálhatta, megváltoztatva a partvidékek addigi klímáját, és igen szárazzá téve a szuperkontinens hatalmas belső területeit.
A tengeri élővilág kihalási rátája a Pangea kialakulása után jelentősen megemelkedett, ám a szárazföldi élővilágra nem volt érezhető hatása ennek a változásnak, sőt, a Therapsidák éppen a perm végén érték el legnagyobb diverzitásukat. Így, habár a Pangea összeállása a tengerekben jelentős, időben hosszan elnyúló kihalási hullámot váltott ki, ez valószínűleg nincs közvetlen kapcsolatban a perm-triász határ nagy kihalási eseményével.

### Különböző tényezők összjátéka
Az eddig tárgyalt tényezők közül többet is szilárdnak tűnő bizonyítékok igazolnak, így valószínűleg ezek együttesen vezethettek el a katasztrofális kihalásig. A szibériai bazaltömlések már önmagukban is súlyos hatással lehettek volna az élővilágra, de hatásukat tovább erősítette, hogy a magma szén- és evaporitrétegeken hatolt keresztül, fokozva a légkörbe kerülő szén-dioxid, metán és szulfátaeroszol mennyiségét. Az előbbi két gáz hatására bekövetkező globális felmelegedés már kiválthatta az óceánok történetéből ismert legerősebb anoxikus eseményt, melynek során az oxigénhiány miatt dominánssá váló szulfátredukáló baktériumok nagy tömegű mérgező kén-hidrogént bocsátottak ki.
Ez az eseményláncolat ugyanakkor tartalmaz néhány „gyenge láncszemet” is. A tömeges metánfelszabadulásnak tulajdonított 13C/12C arányeltolódás a kora triászban túlságosan hamar megszűnik, amire jelenleg nem ismerünk magyarázatot, továbbá kérdés, hogy a perm végén valószínűleg létező óceáni termohalin cirkuláció (a sekély- és mélyvizek keveredése) miért nem akadályozta meg az anoxia kialakulását.

## Túlélők, refúgiumok

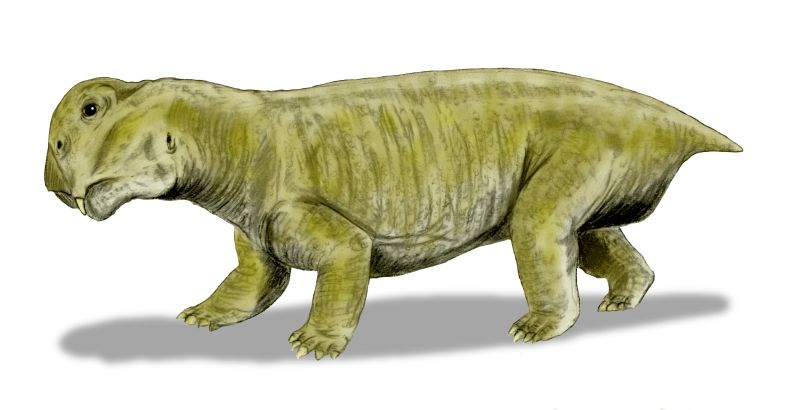
A Synapsidák (Emlősszerűek) és más szárazföldi állatok száma annyira megcsappant, hogy a triász eleji szárazföldi életközösségek szinte egyedülállóan uralkodó fajaivá váltak a növényevő Lystrosaurusok. Rajtuk kívül csak 1-2 theropoda és diapsid hüllő maradványai kerültek elő a dél-afrikai alsó triász közösségekből.

Az eddigi adatok alapján a perm végi tengerszintcsökkenést követő hirtelen tengerszintemelkedés, ami kitartott az egész triász időtartama alatt, mai ismereteink szerint csak azzal magyarázható, ha feltételezzük, hogy megszűntek a sarki jégsapkák, és az elolvadó víz emelte meg a tengerszintet. Ez a folyamat a Balatonfüred és Csopak közelében, a 71-es főút mellett található feltárás P/T határzónájában is jól megfigyelhető. A perm végi, csillámos, szárazföldi-folyóvízi képződésről és trópusi, száraz éghajlatról tanúskodó vörös homokkövet jól látható átmenettel váltja fel az előbb csak kissé meszes homokkő, majd ez lassan átmegy a nádaskúti dolomitba, ami egyáltalán nem tartalmaz kövületeket. Az e fölé települő arácsi márga sorozat az, amiben először bukkanhatunk a Claraia clarai nevű kagyló maradványaira. Ez a kagylófaj egy tipikus, a kihalásokat követő megüresedett ökológiai fülkéket betöltő „tucatfaj”, ami az egész alsó triászi alpi kifejlődésre jellemző. A tengerszintemelkedés és a valószínűleg szervetlen úton képződött dolomit megjelenése arra utalhat, hogy a P/T határon nagy mértékű felmelegedés történt. Pollenadatok alapján ismert, hogy a P/T határ már a vörös homokkő legfelső szintjében található. Újabb feltételezések szerint a hirtelen megváltozó éghajlat, a tengerekbe ömlő nagy mennyiségű édesvíz és az éghajlati övek hőmérsékleti kiegyenlítődése (a felmelegedés következtében) leállította a tengeráramlatokat és a hideg, tápanyag- és oxigéndús vizeknek a trópusok felé mozgását, ami a mai El Nino jelenséghez hasonló anoxikus eseményt okozhatott, csak globális mértékben. Ezért feltételezhető, hogy az élet csak a sarki területeken maradhatott meg, s ez a feltételezés megerősítést nyert. Bizonyítékokra a Calgary Egyetem geológusa, Tyler Beatty talált Kanadában. A meglepetés az volt, hogy a korszakhatáron, amikor már a világ más területein a tengeri ökoszisztémák kihaltak, 23 meghatározható fajból álló teljes közösséget találtak. A másik meglepő felfedezés az volt, hogy a parttól távolodva 50 méteren belül megszűnt az élet minden nyoma. A lakható zóna úgy maradhatott fenn, hogy a sziklás parton az állandó hullámzás, hullámtörés telíthette oxigénnel a part menti vizeket. A víz mélyebb részei azonban az éltető gáz nélkül maradtak, másrészt a világméretű halál következtében fellépő rothadás termékeinek „köszönhetően” mérgező lehetett a vizük, csakúgy, mint azok ma a Fekete-tenger mélyebb vizei is.

### A kagylók és a pörgekarúak
Lingula pörgekarúak és Abra alba kagyló. A „versenyben” a kagylók nyertek, bár pont a képen látható Lingulák nagyon is sikeres és ellenálló túlélőknek bizonyultak.
A kagylók az egész földtörténeti ókor tartama alatt egyre növekvő szerepre tettek szert, de a hozzájuk hasonló, de velük nem rokon pörgekarúak egyértelműen a korszak legsikeresebb „kagylószerű” életmódot és ökológiai fülkéket betöltő csoportja voltak. A földtörténeti ókorból a mai, alig 150 fajjal szemben legalább 5000 fajt ismerünk. A kagylók eredetileg a mélyebb, iszaposabb vizekben éltek, s valamikor a karbon időszakban sajátították el az iszapban való életmód feltételeit, amire a pörgekarúak közül a legtöbb faj nem volt képes. A Lingulida pörgekarúak, mint maga a 450 millió éve létező élő kövület, a Lingula, éppen arról híres, hogy létezése óta képes beásódni az iszapba, a pörgekarúak legtöbbjének azonban nincs a kagylókra oly jellemző szifója, ezért csakis a tiszta tengeri vízben képesek megélni. Úgy tűnik, hogy a kagylók karbonkori előretörése a sekélyebb vizekben ezzel a képességgel függhetett össze. A P/T határon lezajlott események végül megfordították a „kockát” és ettől kezdve a kagylók egyre nagyobb jelentőségre tettek szert a pörgekarúakkal szemben. A pörgekarúak számára a kora jura időszak még hozott egy késői felvirágzást, de ennek hamar vége szakadt. A K/T kihalás 65 millió éve újra kipusztította fajaik legnagyobb hányadát és végképp visszaszorítortta a brachipodákat a mély tengerekbe (leszámítva néhány fajt). A kihalás szelektivitásában meghatározó lehetett, hogy a pörgekarúak lárvái nem jutnak nagy távolságokra a szülőktől, hanem néhány cm-re telepednek le. A kagylók lárvái ellenben igazi planktonikus szervezetek és nagy távolságokra képesek eljutni. Feltehetően a refúgiumokból így a kagylók gyorsabban szétterjedhettek, amint konszolidálódtak a körülmények.